# Classe Protecteur
La classe Protecteur comprend deux navires ravitailleurs du Commandement maritime des Forces canadiennes en service de 1967 à 2015 — en remplacement de ceux de la classe Provider — utilisés pour le ravitaillement en nourriture, munitions, essence et pièces de rechange. Ces deux navires sont aussi utilisés comme navires-hôpitaux puisqu'ils ont des installations médicales et dentaires plus spacieuses. Avec une longueur de 172 m, il s'agit des plus grands navires des Forces canadiennes à leur retrait en 2015 et 2016.
Ils sont remplacés en 2018 par le MV Asterix permettant à la marine canadienne de retrouver ses capacités de projection autonome de sa flotte.

## Navires

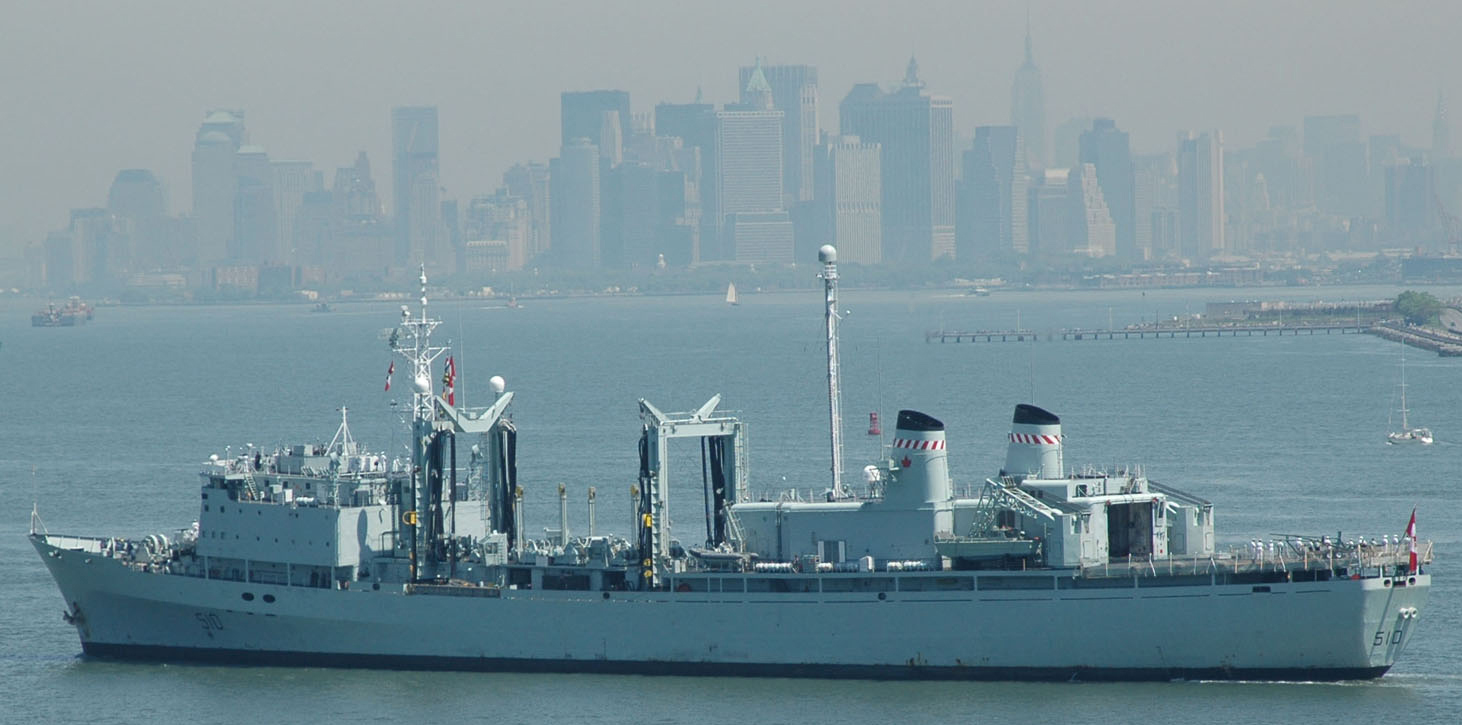
Le vue de bâbord.

- NCSM Protecteur (AOR 509), commissionné le 30 aout 1969, retiré du service le 14 mai 2015
- NCSM Preserver (AOR 510), commissionné le 7 aout 1970, retiré du service le 21 octobre 2016[2].